# Georgi Kjoseivanov
Georgi Ivanov Kjoseivanov (in bulgaro Георги Иванов Кьосеиванов?; Peštera, 19 gennaio 1884 – Svizzera, 27 luglio 1960) è stato un politico bulgaro e primo ministro del regno di Bulgaria.
Da molti considerato come un esecutore della politica revisionista di re Boris, Kjoseivanov arrivò al potere durante un periodo politicamente convulso nel quale il paese ebbe tre primi ministri diversi in rapida successione. Divenne il primo ministro che mantenne il mandato più a lungo dopo Andrej Ljapčev e durante il suo governo tenne anche l'incarico di ministro degli esteri. Portò avanti i processi contro gli istigatori del colpo di stato militare del 1934 e stipulò accordi con Jugoslavia e Grecia per cercare di uscire dall'isolamento politico nel quale la Germania nazista aveva costretto la Bulgaria..
Grazie all'accordo con il dittatore greco Ioannis Metaxas, Kjoseivanov inaugurò un programma di riarmo eludendo le clausole del trattato di Neuilly e di Losanna che imponevano al Paese limiti negli armamenti. Ciononostante si riteneva che il governo di Kjoseivanov fosse un fantoccio dello zar Boris e, nonostante sia durato fino al 1940, non fece altro che permettere allo zar di governare come un dittatore.